# Cassiduloida
De Cassiduloida zijn een orde van zee-egels (Echinoidea) uit de superorde Neognathostomata.

## Families
- Superfamilie Cassidulina Philip, 1963
  - Cassidulidae L. Agassiz & Desor, 1847
- Superfamilie Neolampadina Philip, 1963
  - Neolampadidae Lambert, 1918
  - Pliolampadidae Kier, 1962 †